# Monedele euro finlandeze
Euro (simbol EUR sau €) este moneda comună pentru majoritatea țărilor europene, care fac parte din Uniunea Europeană. Moneda Euro are două fețe diferite, una comună (fața "europeană", arătând valoarea monedei) și una națională ce conține un desen ales de către statul membru UE în care este emisă moneda. Fiecare stat are unul sau mai multe desene proprii. 
Pentru imagini cu fața comună și descrieri detaliate ale monedelor, vezi Monede euro.
Monedele Euro finlandeze au trei concepții grafice care au la bază motive similare celor folosite anterior pentru monedele naționale. Monedele de 1 - 50 cenți au fost desenate de Heikki Häiväoja, moneda de 1 euro este creată de Pertti Mäkinen, iar pentru moneda de 2 euro desenul este realizat de Raimo Heino. Toate desenele conțin cele 12 stele ale UE și anul emiterii.
Monedele de 1 și 2 cenți nu sunt folosite în Finlanda; doar câteva au fost emise, pentru colecționari. Prețurile sunt rotunjite (prin lipsă sau prin adaus) la 0,05 €, respectiv 0,1 €.
| 0,01 €                                                           | 0,02 €                          | 0,05 € |
| ---------------------------------------------------------------- | ------------------------------- | --- |
|                                                                  |                                 | |
| 0,10 €                                                           | 0,20 €                          | 0,50 € |
|                                                                  |                                 | |
| Leul heraldic al Finlandei, aflat în trecut pe markka finlandeză |                                 | |
| 1,00 €                                                           | 2,00 €                          | Marginea monedei de 2 € |
|                                                                  |                                 | Marginea conține cuvintele SUOMI FINLAND și trei capete de lei (SUOMI și FINLAND reprezintă numele țării în finlandeză, respectiv suedeză, cele două limbi oficiale din Finlanda) |
| Două lebede zburând peste un peisaj finlandez                    | Fructul și florile de mur pitic | |